# AL☆VEシアター

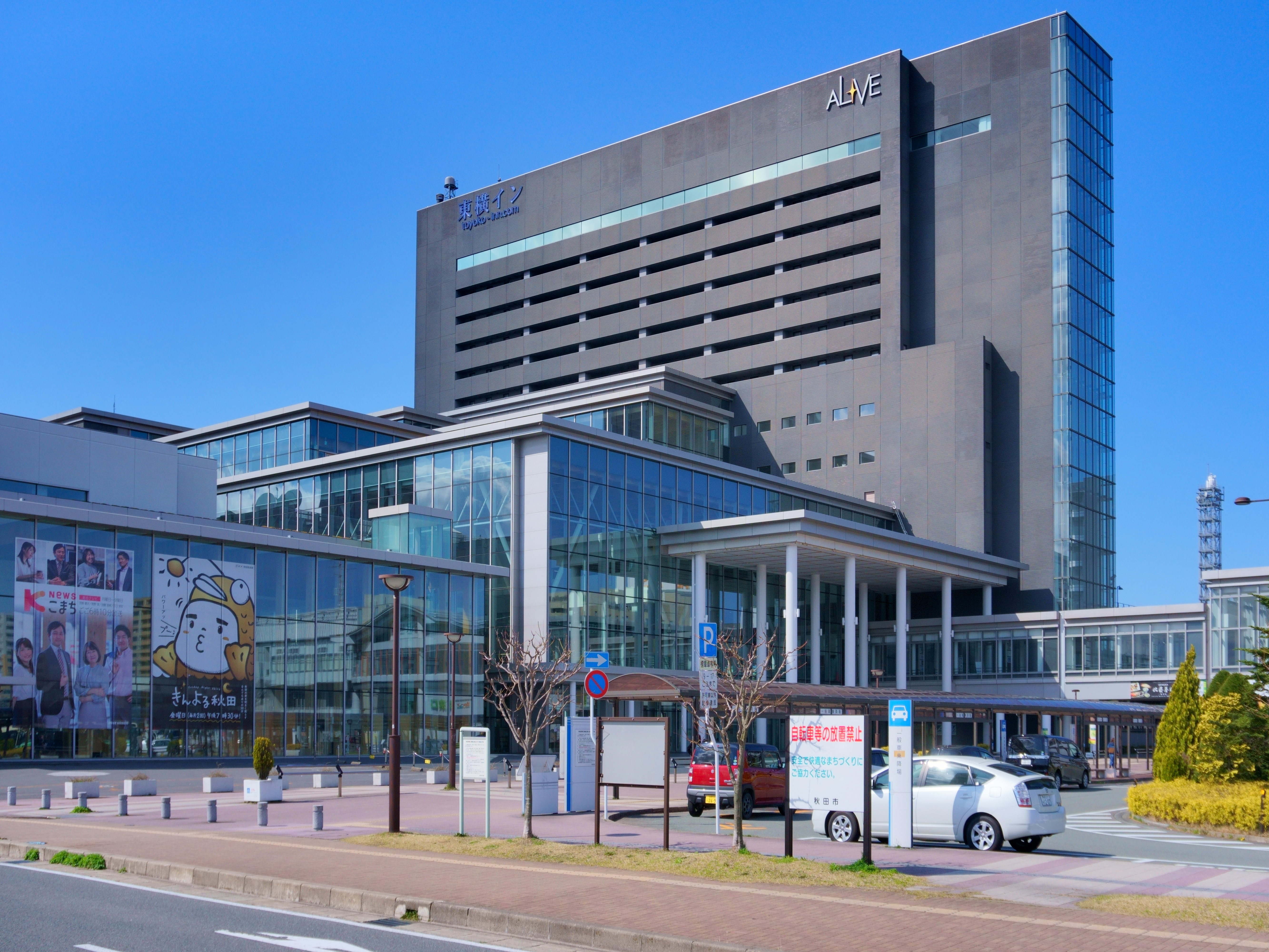
AL☆VEシアターが入居する秋田拠点センターアルヴェ

AL☆VEシアター supported by 109シネマズ（アルヴェシアター サポーテッド バイ いちまるきゅうシネマズ）は、秋田県秋田市東通仲町の「秋田拠点センターアルヴェ」2階にある映画館。
ここでは、前身であるパンテオンシネマズAKiTA（パンテオンシネマズあきた）、駅の映画館 AKiTAシアター（えきのえいがかん あきたシアター）、ルミエール秋田（ルミエールあきた）についても述べる。

## 歴史
水野晴郎プロデュースにより、水野の個人事務所「M&T ピクチャーズ」（西田和昭代表）が主体となって秋田市南通亀の町で「秋田パンテオン」や「秋田有楽座」を1955年（昭和30年）から経営していた興行会社「第一商事」と提携して「秋田駅周辺地区新都市拠点整備事業」によって建設された「秋田拠点センターアルヴェ」の2階にパンテオンシネマズAKiTAの名称で2004年（平成16年）7月16日に開館。パンテオンと有楽座を亀の町から実質移転する形でスタートした。
その後、2004年（平成16年）後半から西田和昭の病気療養を理由に「M&T ピクチャーズ」に出資していた「ラスカルピクチャーズ」が運営に当たっていたが、2005年（平成17年）10月に再び「M&T ピクチャーズ」に運営が戻る。
しかし、テナント料の問題として民事訴訟に発展し、同年11月16日、東京地裁は水野らに明け渡しとテナント料4,200万円の支払いを命じる判決を下した。判決に先立って10月からパンテオンシネマズAKiTAも突然の休業に入り、事実上の撤退をした。
後継テナントとして、民間棟部分のビルオーナーの秋田新都心ビルの作業が難航したことから民間棟のテナント会有志が黒沢久雄の事務所に直接掛け合って交渉するなど後継探しが一時二分したが、最終的にテナント有志側が2006年8月5日から9月15日までの期間限定で、駅の映画館 AKITAシアター（えきのえいがかん あきたシアター）として暫定営業という形で映画館を再開。2つのスクリーンでの限定公開だったものの、採算ラインを上回ったため、9月16日以降も採算ラインを割らなければ続けるということとなった。
同年11月、岩手県盛岡市で名劇、ルミエール、ピカデリーなど5館の映画館を展開する岩手県盛岡市の南部興行が運営に名乗りを上げた。同社は「AKITAシアター」の名称で、2006年11月18日から営業を開始し、本格的に復活。
2007年（平成19年）4月25日、テナント契約更新を機に、ルミエール秋田（ルミエールあきた）と改称。しかし、2020年（令和2年）5月18日、民間棟を管理・運営する秋田新都心ビルとの契約が満了するため閉館した。
以降は秋田ケーブルテレビと秋田新都心ビルが設立した合弁会社「秋田シネマ＆エンターテイメント」が不定期に映画を上映していたが、同年12月25日に同社が「AL☆VEシアター」（アルヴェシアター）として再び開館。5つあるスクリーンのうち3つのみ使用し、運営と編成は109シネマズを展開する東急レクリエーションがサポート。残りのスクリーンは2021年（令和3年）3月9日に会員制サテライトシェアオフィスとして改装の上「Atelier AL☆VE」（アトリエアルヴェ）として開業し、これを機に現在の施設名であるAL☆VEシアター supported by 109シネマズ（アルヴェシアター サポーテッド バイ いちまるきゅうシネマズ）と改称された。

## 沿革
- 2004年（平成16年）
  - 7月16日
    - 内覧会。
    - 「秋田シネマフェスティバル IN パンテオンシネマズAKITA」開催（19日まで）。

  - 7月17日 - グランドオープン。「ハリー・ポッターとアズカバンの囚人（字幕版）」「ウォルター少年と、夏の休日」「デイ・アフター・トゥモロー」「トロイ」「スキャンダル」「丹下左膳」「友引忌」の7作品でスタート。
  - 8月14日 - 秋田県でロケが行われた映画「釣りバカ日誌15 ハマちゃんに明日はない!?」が先行公開される。
  - 11月 - 運営がラスカルピクチャーズへ移り、占野しげるが支配人になる。
- 2005年（平成17年）
  - 2月19日 - 『火火』公開に伴い、高橋伴明監督が舞台挨拶を行う。
  - 4月 - 秋田新都心ビルと水野晴郎側との間で約4500万円の債務弁済契約を結ぶ。また5月末日までの建物明け渡しを求める。
  - 5月28日 - 上映開始時間を9時00分から8時30分へ変更。
  - 6月 - 秋田新都心ビル、約4500万円の支払いと建物の明け渡しを求めラスカルと水野晴郎を相手取り東京地裁に提訴。
  - 7月2日 - ワーナー・ブラザースの配給が打ち切られる。
  - 8月29日 - 上映開始時間を戻す。
  - 10月12日
    - 運営がラスカルピクチャーズからM&Tピクチャーズへ戻る。
    - 20世紀フォックス、UIP、東芝エンタテインメントの配給が打ち切られる。

  - 10月14日 - 突然の休館[6]。
  - 11月2日 - 水野晴郎とM&Tピクチャーズ西田和昭代表らが秋田市役所を訪れ、佐竹敬久市長に対し映画館再開の意欲を伝えるとともに、再開への側面的な支援を依頼する。
  - 11月16日 - 秋田新都心ビルが映画館を運営するM&Tピクチャーズや水野晴郎などを相手取り、建物の明け渡しとテナント料などの支払いを求めた訴訟の判決が東京地裁であり、新都心ビル側の主張を全面的に認めた。秋田新都心ビルは秋田地裁に明け渡しの仮執行の手続に入る旨を発表した[15]。
  - 11月25日 - 秋田新都心ビル関口昇司社長は、映画運営会社を今年度中に決定し、来年3月までには映画館を再開させる考えであることを発表した。
  - 12月1日 - M&Tピクチャーズと水野晴郎は控訴期限の12月1日までに控訴しなかったため、東京地裁での判決が確定。ただし、ラスカルピクチャーズは判決に不服として東京高裁に控訴した。
- 2006年（平成18年）
  - 8月5日 - 9月15日までの期間限定で、テナント有志が「駅の映画館 AKITAシアター」の名称で、一時再開する[8]。
  - 9月14日 - 採算ライン[注 3] をクリアしたことから、「駅の映画館　AKITAシアター」における当面の運営継続が決まる。継続期間は、せっかく見つかった後継テナントがすぐ撤退されては困るとの判断より長期運営が可能な後継テナントが見つかるまでとのことだが、採算ラインが維持できない場合はその時点での打ち切りもあり得ると発表。
  - 11月18日 - 経営に名乗りを上げた岩手県盛岡市の南部興行により、「AKITAシアター」として1年1ヶ月ぶりにフルオープンする[7]。
- 2007年（平成19年）4月25日 - 「AKITAシアター」が「ルミエール秋田」に改称[7][8]。
- 2017年（平成29年）5月20日 - ホテルメトロポリタン秋田で「ルミエール秋田開館10周年記念パーティ」が開催される[16]。
- 2018年（平成30年）7月1日 - ロックバンド「鴉」のワンマンライブ「東名阪秋咲き巡り」が開催される[17]。
- 2019年（平成31年）2月15日 - 『赤い雪 Red Snow』上映に伴い、出演俳優の永瀬正敏と菜葉菜、監督の甲斐さやかが舞台挨拶を行う[18]。
- 2020年（令和2年）
  - 5月16日 - 「ルミエール秋田」が契約期間満了により閉館[10]。
なお、この時期は新型コロナウイルス感染症流行に伴う緊急事態宣言により日本各地で映画館・シネコンが臨時休館していたが、当館は5月11日に営業再開したため[19]、鶴岡まちなかキネマ（山形県鶴岡市）のような“上映作品なしの閉館”[注 4]は回避された。
  - 12月25日 - 秋田シネマ＆エンターテイメントにより「AL☆VEシアター」として再開[21]。再開までの間、秋田市内の映画館はシネコンのTOHOシネマズ秋田（イオンモール秋田内）のみとなっていた。
- 2021年（令和3年）
  - 3月9日 - 「AL☆VEシアター supported by 109シネマズ」に改称。
  - 9月23日 - 『光を追いかけて』先行公開に伴い、成田洋一監督と出演の中川翼、長澤樹が舞台挨拶を行う[22]。
- 2023年（令和5年）
  - 4月15日 - 『凪の島』公開に伴い、長澤雅彦監督が舞台挨拶を行う[23]。
  - 11月14日 - 『土を喰らう十二ヵ月』上映会に伴い、中江裕司監督がトークショーを行う[24]。

## 特色
パンテオンシネマズAKiTA時代
主に松竹やワーナー・ブラザース（＝松竹東急系）、20世紀フォックス（現：20世紀スタジオ）及びUIP配給作品を中心に上映していた。一方、東宝系は東宝の子会社が運営する「イオン秋田・TOHOシネタウン」（現：TOHOシネマズ秋田）が既に存在していたためか配給されず、東映やウォルト・ディズニー・スタジオ、及びソニー・ピクチャーズ エンタテインメント（以下、SPE）が配給する作品も上映されなかった。
また、金曜ロードショー再現ライブというものが行われていた。
ルミエール秋田時代

パンテオンシネマズ時代同様、松竹やワーナーが配給する作品の他、それまで上映されなかったSPE作品などを上映。映画興行のみならず、先述するロックバンドのライブや、落語家を招いた『ルミエール秋田落語会』などのイベントも行われた。
コンセッションでは焼肉味と豚丼味のライスバーガーや今川焼きなどの軽食も販売していた。
AL☆VEシアター時代
東急レクリエーションが編成を行っている為、パンテオンシネマズやルミエール時代同様、松竹やワーナーが配給する作品を中心に上映している他、Disney+のプレミアアクセスでの劇場公開との同時配信を巡ってTOHOシネマズにて公開が見送られている一部ディズニー作品などに関しても、当映画館では上映が行われている。
また、スマートフォンやスマートグラス等で、映画の字幕や音声ガイドが楽しめるアプリ「HELLO!MOVIE」に対応している作品に関しては字幕ガイド用スマートグラスのレンタルを行っており、聴覚障害者や耳の遠い高齢者も楽しめるようになっている。

## スクリーン
2021年8月現在のもの。
| スクリーン | 座席数 | 座席数   |
| スクリーン | 一般席 | 車椅子席 |
| ---------- | ------ | -------- |
| シアター1  | 127席  | 2席      |
| シアター2  | 127席  | 2席      |
| シアター3  | 127席  | 2席      |

パンテオンシネマズAKiTA時代
| スクリーン | 座席数 |
| ---------- | ------ |
| ベガ       | 210席  |
| アンタレス | 127席  |
| シリウス   | 127席  |
| プロキオン | 127席  |
| ボルックス | 127席  |

ルミエール秋田時代
| スクリーン  | 座席数 | 座席数   |
| スクリーン  | 一般席 | 車椅子席 |
| ----------- | ------ | -------- |
| ルミエール1 | 210席  | 2席      |
| ルミエール2 | 127席  | 2席      |
| ルミエール3 | 127席  | 2席      |
| ルミエール4 | 127席  | 2席      |
| ルミエール5 | 127席  | 2席      |